# Ватерполо за мушкарце на Азијским играма 2010.
Такмичење у ватерполу за мушкарце на Азијским играма 2010. одржана је у Гуангџоу, провинција Гуангдунг у Кина од 18. до 25. новембра 2010.. Турнир на овим играма, био је и квалификациони турнир за одлазак на Светско првенство у ватерполу 2011. За одлазак на првенство квалификовала се екипа првака Азије и њен ппотивник у финалу.
Титулу је бранила репрезентација Кине, али није успела пошто је у финалу изгубила од репрезентација Казахстана. Као домаћин Светског првенства 2011. Кина се аутоматски квалификовала за првенство. Пошто је то право остварила и као финалиста на Азијски играма, онда је уз победника Казахстан, уместо Кине, то право добила трећепласирана репрезентација Јапана.
Према званичном сајту, спортисти Кувајта су учествовали на играма под олимпијском заставом јер је Олимпијски савез Кувајта био суспендован у јануару 2010, због политичког уплитања.

## Систем такмичења
Учествовало је 9 репрезентација. У предтакмичењу репрезентације су биле подељене у две групе А са 5 и Б са 4 репрезентације. Играло се по једноструком лига систему (свак са сваким по једну утакмицу). У четвртфинале су се пласирале по 4 репрезентације из обе групе. Испала је само последљепласирана репрезентација из А групе. 
У четвртфиналу су по једноструком куп систему (једна утакмица на испадање) играли А1:Б4, А2:Б3, А3:Б2 и А4:Б1. Победници су се пласирали у полуфинале, а поражени су играли за пласман од 5 до 8 места.
Све утакмице су одигране у базену Tianhe Natatorium у Гуангџоу.

## Земље учеснице
| Група А                                          | Група Б                                             |
| ------------------------------------------------ | --------------------------------------------------- |
| Хонгконг · Јапан · Јужна Кореја · Катар · Кина · | Казахстан · Кувајт · Саудијска Арабија · Сингапур · |

## Разигравање

### Група А

#### Резултати
| Датум        | 1. екипа     | Резултат | 2. екипа     | Четвртине           | Детаљи                                    |
| ------------ | ------------ | -------- | ------------ | ------------------- | ----------------------------------------- |
| 18. новембар | Јужна Кореја | 18 : 5   | Хонгконг     | 4:2, 3:0, 6:2, 5:1  | Архивирано на веб-сајту (18. јануар 2012) |
| 18. новембар | Кина         | 9 : 3    | Јапан        | 4:2, 0:1, 3:0, 2:0  | Архивирано на веб-сајту (18. јануар 2012) |
| 19. новембар | Катар        | 1 : 26   | Јужна Кореја | 1:5, 0:7, 0:4, 0:10 | Архивирано на веб-сајту (30. април 2012)  |
| 19. новембар | Хонгконг     | 6 : 24   | Кина         | 1:8, 1:6, 3:5, 1:5  | Архивирано на веб-сајту (30. април 2012)  |
| 20. новембар | Јапан        | 30 : 1   | Хонгконг     | 5:1, 10:0, 7:0, 8:0 | Архивирано на веб-сајту (30. април 2012)  |
| 20. новембар | Кина         | 26 : 1   | Катар        | 7:0, 8:1, 7:0, 4:0  | Архивирано на веб-сајту (30. април 2012)  |
| 21. новембар | Катар        | 2 : 25   | Јапан        | 1:10, 0:8, 1:3, 0:4 | Архивирано на веб-сајту (30. април 2012)  |
| 21. новембар | Јужна Кореја | 6 : 13   | Кина         | 1:3, 0:2, 2:2, 3:6  | Архивирано на веб-сајту (30. април 2012)  |
| 22. новембар | Јапан        | 14 : 4   | Јужна Кореја | 7:1, 1:1, 1-0, 5:2  | Архивирано на веб-сајту (7. мај 2012)     |
| 22. новембар | Катар        | 1 : 21   | Хонгконг     | 1:5, 0:3, 0:7, 0:6  | Архивирано на веб-сајту (7. мај 2012)     |

#### Табела групе А
| Екипа        | Игр | Поб | Нер | Изг | ДГ | ПГ | ГР  | Бод |
| ------------ | --- | --- | --- | --- | -- | -- | --- | --- |
| Кина         | 4   | 4   | 0   | 0   | 72 | 16 | +56 | 8   |
| Јапан        | 4   | 3   | 0   | 1   | 72 | 16 | +56 | 6   |
| Јужна Кореја | 4   | 2   | 0   | 2   | 54 | 33 | +21 | 4   |
| Хонгконг     | 4   | 1   | 0   | 3   | 33 | 73 | −40 | 2   |
| Катар        | 4   | 0   | 0   | 4   | 5  | 98 | −93 | 0   |

### Група Б

#### Резултати
| Датум        | 1. екипа          | Резултат | 2. екипа          | Четвртине          | Детаљи                                      |
| ------------ | ----------------- | -------- | ----------------- | ------------------ | ------------------------------------------- |
| 18. новембар | Саудијска Арабија | 3 : 23   | Казахстан         | 2:2, 2:1, 1:3, 2:1 | Архивирано на веб-сајту (30. април 2012)    |
| 18. новембар | Сингапур          | 7 : 7    | Кувајт            | 0:5, 0:6, 2:5, 1:7 | Архивирано на веб-сајту (30. април 2012)    |
| 20. новембар | Кувајт            | 1 : 14   | Казахстан         | 0:7, 0:2, 0:3, 1:2 | Архивирано на веб-сајту (30. април 2012)    |
| 20. новембар | Сингапур          | 11 : 9   | Саудијска Арабија | 2:1, 4:1, 3:4, 2:3 | Архивирано на веб-сајту (30. април 2012)    |
| 22. новембар | Кувајт            | 10 : 8   | Саудијска Арабија | 3:2, 1:3, 2:2, 4:1 | Архивирано на веб-сајту (25. новембар 2010) |
| 22. новембар | Сингапур          | 5 : 21   | Казахстан         | 0:6, 3:4, 0:5, 2:6 | Архивирано на веб-сајту (7. мај 2012)       |

#### Табела групе Б
| Екипа             | Игр | Поб | Нер | Изг | ДГ | ПГ | ГР  | Бод |
| ----------------- | --- | --- | --- | --- | -- | -- | --- | --- |
| Казахстан         | 3   | 3   | 0   | 0   | 58 | 9  | +49 | 6   |
| Кувајт            | 3   | 1   | 1   | 1   | 18 | 29 | −11 | 3   |
| Сингапур          | 3   | 1   | 1   | 1   | 23 | 37 | −14 | 3   |
| Саудијска Арабија | 3   | 0   | 0   | 3   | 20 | 44 | −24 | 0   |

## Финални део

### Четвртфинале
| Датум       | 1. екипа     | Резултат | 2. екипа          | Четвртине          | Детаљи                                 |
| ----------- | ------------ | -------- | ----------------- | ------------------ | -------------------------------------- |
| 23 новембар | Јапан        | 23 : 5   | Сингапур          | 5:2, 5:1, 8:0, 7:0 | Архивирано на веб-сајту (13. мај 2012) |
| 23 новембар | Кина         | 22 : 2   | Саудијска Арабија | 6:0, 4:2, 6-0, 6:0 | Архивирано на веб-сајту (13. мај 2012) |
| 23 новембар | Јужна Кореја | 4 : 3    | 'Кувајт           | 1:0, 3:2, 0:1, 0:0 | Архивирано на веб-сајту (13. мај 2012) |
| 23 новембар | Хонгконг     | 1 : 25   | Казахстан         | 0:8, 0:5, 1:8, 0:4 | Архивирано на веб-сајту (13. мај 2012) |

### Утакмице за плаасман од 5. до 8. места
| Датум       | 1. екипа          | Резултат | 2. екипа | Четвртине          | Детаљи                                 |
| ----------- | ----------------- | -------- | -------- | ------------------ | -------------------------------------- |
| 24 новембар | Саудијска Арабија | 7 : 9    | Кувајт   | 2:1, 1:4, 2:2, 2:2 | Архивирано на веб-сајту (13. мај 2012) |
| 24 новембар | Сингапур          | 14 : 6   | Хонгконг | 3:0, 2:2, 4:2, 5:2 | Архивирано на веб-сајту (13. мај 2012) |

#### Утакмица за 7. место
| Датум       | 1. екипа          | Резултат | 2. екипа | Четвртине          | Детаљи         |
| ----------- | ----------------- | -------- | -------- | ------------------ | -------------- |
| 25 новембар | Саудијска Арабија | 20 : 11  | Хонгконг | 7:3, 3:1, 3:4, 7:3 | [ мртва веза ] |

#### Утакмица за 5. место
| Датум       | 1. екипа | Резултат | 2. екипа | Четвртине          | Детаљи         |
| ----------- | -------- | -------- | -------- | ------------------ | -------------- |
| 25 новембар | Кувајт   | 5 : 4    | Сингапур | 1:1, 1:0, 1:1, 2:2 | [ мртва веза ] |

### Полуфинале
| Датум       | 1. екипа | Резултат | 2. екипа     | Четвртине          | Детаљи                                 |
| ----------- | -------- | -------- | ------------ | ------------------ | -------------------------------------- |
| 24 новембар | Кина     | 22 : 9   | Јужна Кореја | 6:1, 5:1, 8:3, 3:4 | Архивирано на веб-сајту (13. мај 2012) |
| 24 новембар | Јапан    | 8 : 10   | Казахстан    | 2:3, 3:4, 1:0, 2:3 | Архивирано на веб-сајту (13. мај 2012) |

## Утакмица за 3. место
| Датум       | 1. екипа     | Резултат | 2. екипа | Четвртине          | Детаљи         |
| ----------- | ------------ | -------- | -------- | ------------------ | -------------- |
| 25 новембар | Јужна Кореја | 5 : 19   | Јапан    | 2:3, 3:4, 1:0, 2:3 | [ мртва веза ] |

## Финале
| Датум        | 1. екипа | Резултат | 2. екипа  | Четвртине          | Детаљи                                      |
| ------------ | -------- | -------- | --------- | ------------------ | ------------------------------------------- |
| 25. новембар | Кина     | 6 : 7    | Казахстан | 4:2, 1:2, 0:1, 1:2 | Архивирано на веб-сајту (28. новембар 2010) |

## Коначан пласман
| Пласман | Репрезентација    |
| ------- | ----------------- |
|         | Казахстан         |
|         | Кина              |
|         | Јапан             |
| 4       | Јужна Кореја      |
| 5       | Кувајт            |
| 6       | Сингапур          |
| 7       | Саудијска Арабија |
| 8       | Хонгконг          |
| 9       | Катар             |

| 2° место Кина | Победник 16. Азијских игара у ватерполу Казахстан 4° титула | 3° место Јапан |

## Састави победничких екипа
|  | Казахстан | Александр Шведов, Сергеј Губарев, Александр Гајданов, Мурат Шакенов, Alexey Panfili, Роман Пилипанко, Александр Аксенов, Рустем Укуманов, Yevgeniy Zhilyayev (кап.), Mikhail Ruday, Ravil Manafov, Azamat Zhulumbetov, Никола Максимов (кап.) Селектор: Сергеј Дроздов |
|  | Кина      | Ge Weiqing, Tan Feihu, Liang Zhongxing, Yu Lijun, Guo Junliang, Pan Ning, Li Bin (кап.), Wang Yang, Xie Junmin, Wang Beiming, Han Zhidong, Jiang Bin, Huang Meicai Селектор: Cai Tianxiong                                                                             |
|  | Јапан     | Katsuyuki Tanamura, Mitsuaki Shiga, Kan Irei, Koji Takei, Kan Aoyagi (кап)., Hiroki Wakamatsu, Yusuke Shimizu, Akira Yanase, Koji Kobayashi, Yoshinori Shiota, Atsushi Naganuma, Сатоши Нагата, Shota Hazui Селектор: Хидеки Такаги                                    |